# Richia opaca
Richia opaca là một loài bướm đêm trong họ Noctuidae.